# ハドン区
ハドン区（ハドンく、ベトナム語：Quận Hà Đông / 郡河東）は、ベトナム社会主義共和国の首都ハノイ市に存在する区 (郡)。2008年にハノイ市に編入されるまではハタイ省の省都であった。

## 行政
ハドン区は17の坊を管轄している。
- クアンチュン（Quang Trung / 光中）
- グエンチャイ（Nguyễn Trãi / 阮廌）
- ハカウ（Hà Cầu / 河梂）
- ヴァンフック（Vạn Phúc / 萬福）
- フックラ（Phúc La / 福羅）
- イエットキエウ（Yết Kiêu / 歇驕）
- モーラオ（Mỗ Lao / 慕牢）
- ヴァンクアン（Văn Quán / 文館）
- ラケー（La Khê / 羅溪）
- フーラ（Phú La / 富羅）
- キエンフン（Kiến Hưng / 建興）
- イエンギア（Yên Nghĩa / 安義）
- フールオン（Phú Lương / 富良）
- フーラム（Phú Lãm / 富覽）
- ズオンノイ（Dương Nội / 陽內）
- ビエンザン（Biên Giang / 邊江）
- ドンマイ（Đồng Mai / 桐枚）

## 交通
- ベトナム鉄道 バクホン・ヴァンディエン線
  - ハドン駅（ベトナム語版）
- ハノイ・メトロ2A号線
  - フンコアン駅 - ヴァンクアン駅 - ハドン駅 - ラケー駅 - ヴァンケー駅 - イエンギア駅